# Balázs Berke

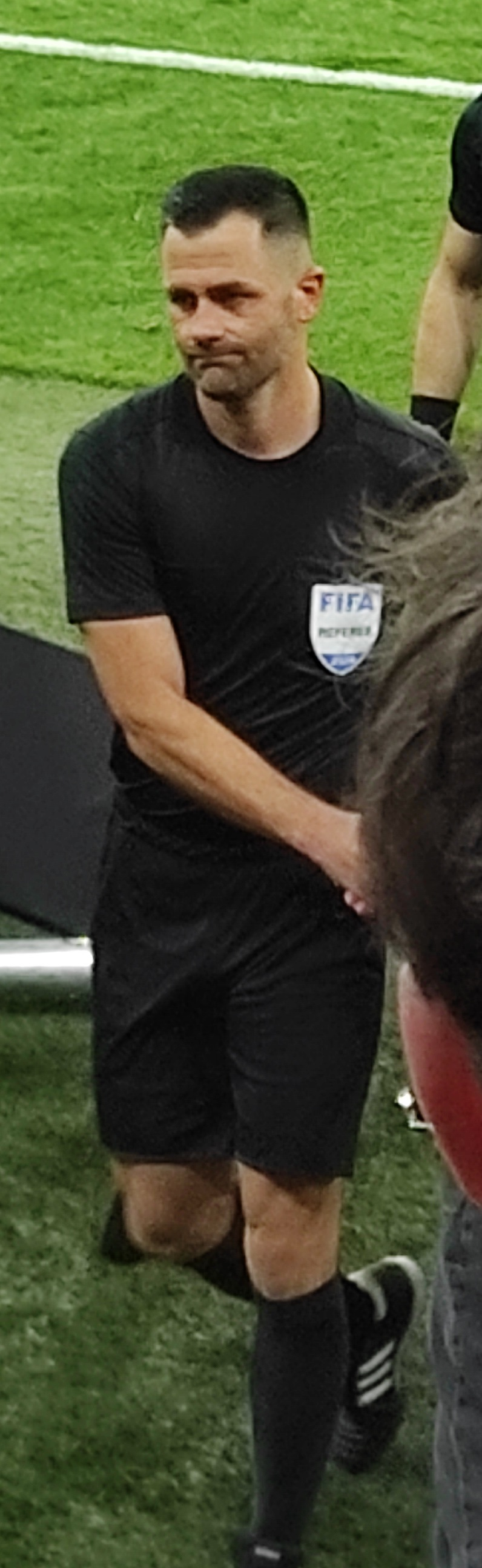
Balázs Berke (2024)

Balázs Berke (* 20. Februar 1984 in Nagykanizsa) ist ein ungarischer Fußballschiedsrichter.
Berke leitet seit der Saison 2011/12 Spiele in der ungarischen ersten Liga.
Seit 2019 steht er auf der Liste der FIFA-Schiedsrichter und pfeift internationale Fußballspiele.
In der Saison 2019/20 leitete Berke erstmals ein Spiel in der Qualifikation zur Europa League, in der Saison 2020/21 erstmals ein Spiel in der Qualifikation zur Champions League. Zudem pfiff er bereits Partien in der Youth League, in der Qualifikation zur Europameisterschaft 2024 in Deutschland und zu diversen U-17-, U-19- und U-21-Europameisterschaften sowie Freundschaftsspiele.
Seit der Saison 2023/24 zählt er zur Gruppe der UEFA-First-Category-Schiedsrichter.